# AirBuccaneers
AirBuccaneers est un jeu vidéo de tir à la première personne développé et édité par LudoCraft, sorti en 2012 sur Windows et Mac.
Avant d'être un jeu commercial, AirBuccaneers était un mod d'Unreal Tournament 2004.

## Accueil
- Canard PC : 5/10[1]
- IGN : 7,5/10[2]